# برماد
قرية برماد قرية في الجمهورية اليمنية وهي تابعه لمديرية بيحان محافظة شبوه الواقعة في جنوب اليمن والاقرب إلى الشرق قليلا
تزخر قرية برماد ببساطه الطبيعة وجمالها المتالق خاصه في فصل الصيف والخريف حيث تهطل الأمطار الغزيرة محولة الوادي إلى جنه من جنان الأرض
ومع انتهاء فصل الشتاء واقتراب فصل الربيع يسرع كثير من ملاك النحل بنقل ما لديهم من النحل إلى هذه القرية ليعطو النحل فرصة الجني من ازهار الأشجار
وصنع العسل الأصلي.